# Dolmen D41
 (mai 2017).
Si vous disposez d'ouvrages ou d'articles de référence ou si vous connaissez des sites web de qualité traitant du thème abordé ici, merci de compléter l'article en donnant les références utiles à sa vérifiabilité et en les liant à la section « Notes et références ».
Pour les articles homonymes, voir D41.

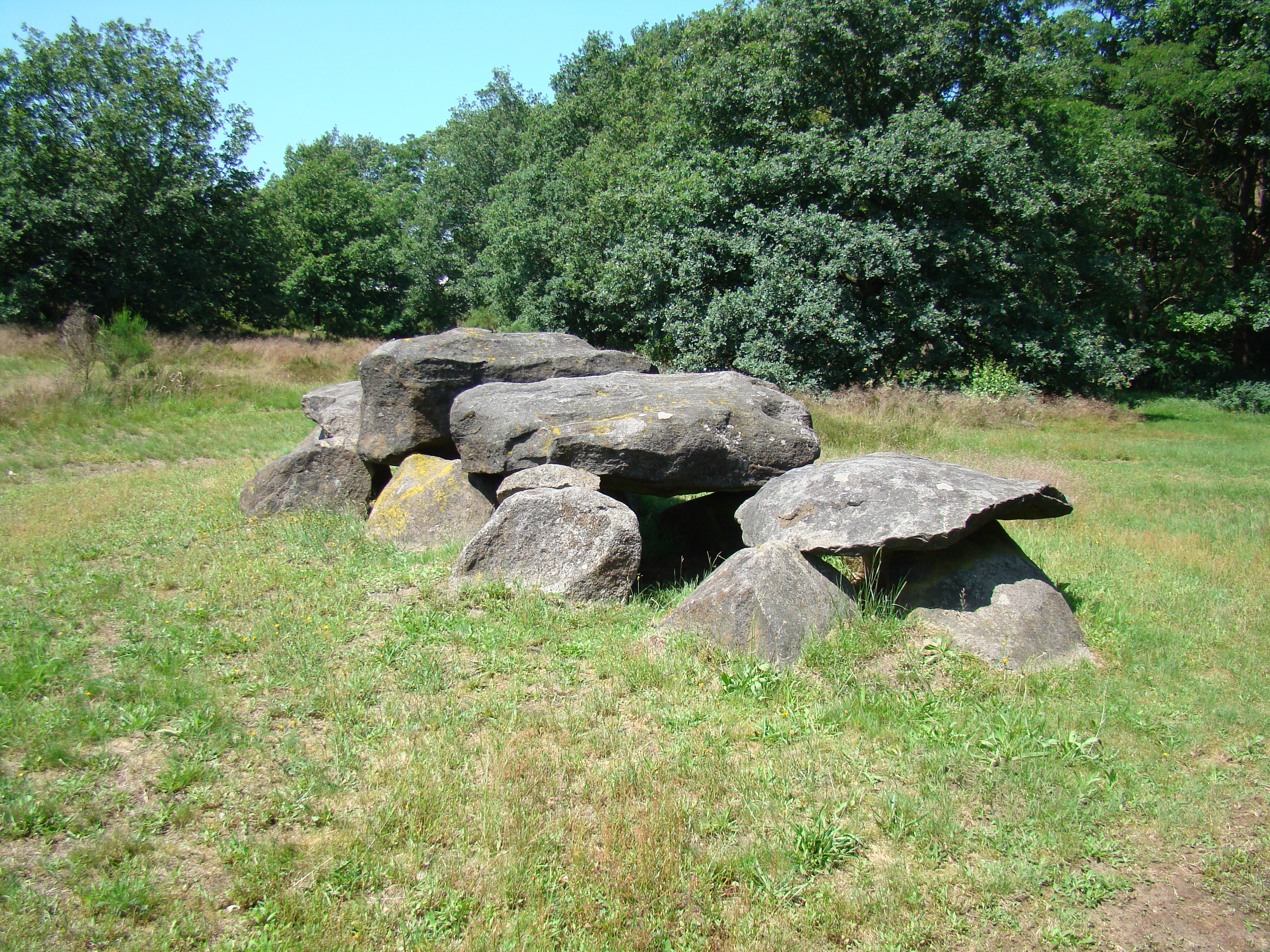
Le dolmen D41 à Emmen

Le dolmen D41 est un dolmen situé à Emmen, dans la province néerlandaise de Drenthe.

## Localisation
Le dolmen est situé à Emmermeer (nl), un quartier de la ville d'Emmen, à l'ouest de la Odoornerweg et à proximité d'un terrain de caravaning. Le dolmen est relativement complet et dans un bon état de conservation. Sa couloir est recouverte de quatre dalles.

## Histoire
Au XIXe siècle, la province de Drenthe a acheté le dolmen aux Markgenoten d'Emmen et de Westenesch.
Deux autres dolmens sont situés à proximité, les dolmens D42 (nl) et D43.